# Ledinac
Ledinac je središnje naselje Donjih Mamića koje se nalazi u općini Grude, na istočnom rubu Imotsko-bekijskog polja.

## Položaj
Ledinac se nalazi na visoravni sjeveroistočno od Gruda, na magistralnim cestama Grude - Široki Brijeg (odjeljak Ledinac - Dužice) i Ledinac (centar) - Ljubuški, na samoj granici grudske općine sa širokobriješkom. Od Gruda je udaljen 6 km, od Širokog Brijega 15 km, od Imotskog 24 km, a od Mostara 40 km. 

## Stanovništvo
Prema popisu iz 2013., svih 653 stanovnika su Hrvati.

## Krajolik Ledinca
Krajolik je obrastao bjelogoričnom šumom (hrastom, jasenom, klenom i grabom) i niskim raslinjem tipičnim za krške krajeve. Blizina mora (40 km) i Neretvanske kotline (30 km) daje ovomu kraju blagu mediteransku klimu, koja povremeno zadobiva i obilježja kontinentalne klime zbog blizine planinskih masiva. Zato je mjesto poznato po dobrim vinogradima, kvalitetnom duhanu, smokvama, trešnjama i višnjama. Žitelji se bave uzgojem duhana i vinove loze.

## Stanovništvo i običaji
Ledinac broji 653 stanovnika.
Uzgojem navedenih poljoprivrednih kultura sada se uglavnom bave staračka kućanstva i nešto mladih žitelja koji su ostali raditi na zemlji. To je ujedno problem svih sela u Zapadnoj Hercegovini jer je težak težački život, brojnost obitelji uvjetovao ekonomske migracije žitelja u inozemstvo i druge krajeve ili odlazak na školovanje, gdje su mnogi i ostali trajno živjeti.
Ledinac je posvećen svetoj Tereziji od Djeteta Isusa, gdje je i istoimena župa. 
Zagrepčani podrijetlom iz Ledinca sudjelovali su u realizaciji podizanja spomenika poginulima i nestalima u Domovinskom ratu i 2. svjetskom ratu (Bleiburgu i križnom putu) i biste poginulom, legendarnom branitelju Vukovara, generalu Blagi Zadri, kroz Udrugu Donji Mamići, uz župnu crkvu u Ledincu.
Ledinac je dao niz poznatih i znamenitih svećenika, liječnika, profesora, ekonomista i gospodarstvenika.
Izvori
https://www.grude-online.info/ledinac-mjesto-pored-gruda-ocaravajuca-ljepota/